# لاجوتسی (کرایوو)
لاجوتسی (به صربی: Lađevci) یک منطقهٔ مسکونی در صربستان است که در کرالیفو واقع شده‌است. لاجوتسی ۱٬۲۵۸ نفر جمعیت دارد.